# Heksafluoroosmian fluoroksenonu
Heksafluoroosmian fluoroksenonu, [XeF]+
[OsF
6]−
 – nieorganiczny związek chemiczny ksenonu, osmu i fluoru.

## Otrzymywanie
Po przeprowadzeniu kilku udanych syntez odpowiednich heksafluorków z ksenonem i otrzymaniu XePtF
6, XeRhF
6 i XeRuF
6 okazało się, że tą metodą można otrzymać pochodne tego typu tylko z nielicznymi metalami – pozostałe albo nie tworzą heksafluorków, albo ich potencjał utleniający jest zbyt niski. W wyniku reakcji fluorku osmu(V) z difluorkiem ksenonu udało się otrzymać omawiany związek:
XeF
2 + OsF
5 → XeF+
OsF−
6
Próba bezpośredniej syntezy, w reakcji skondensowanego w kwarcowej rurze ksenonu ze skondensowanym OsF
6 nie zakończyła się sukcesem:
Xe + 2OsF
6 → XeF+
OsF−
6 + OsF
5
Wprawdzie uzyskano niebieskoczarny roztwór świadczący o powstaniu jakiegoś kompleksu, jednak po podniesieniu temperatury, całość uległa odparowaniu.

## Właściwości
Heksafluoroosmian fluoroksenonu ma postać brązowego ciała stałego i rozkłada się w temperaturze 20 °C.